# Rodolfo Walsh
Rodolfo Walsh (castellà: Rodolfo Jorge Walsh)  (Buenos Aires, 9 de gener de 1927 - Buenos Aires, 25 de març de 1977) fou un periodista, escriptor i traductor argentí. Reconegut per ser el pioner, amb el seu llibre Operación Masacre, d'allò que, autors americans com Tom Wolf o Gay Talese, anomenarien nou periodisme. Ja que, aquesta, és considerada la primera novel·la de no-ficció.
Militant contra la dictadura argentina autodenominada "Proceso de Reogranización Nacional" entre 1976 i 1983. Va pertànyer a les organitzacions guerrilleres FAP i Montoneros. No va arribar a exiliar-se.
Entre octubre de 1976 i gener de 1977 va escriure quatre documents interns de Montoneros, coneguts com Els papers de Walsh, criticant l'allunyament de l'organització vers el poble peronista i les violacions que estava cometent dels tractats internacionals en matèria de guerra.
L'endemà del primer aniversari de la instauració de la dictadura, mentre repartia a les bústies de la ciutat de Buenos Aires les primeres còpies de la Carta oberta d'un escriptor a la Junta miliar i es dirigia a una cita amb un company de l'Organització - que havia estat torturat per revelar el lloc de trobada-, Walsh fou emboscat, se sap que va treure la seva pistola calibre 22 i que fou tirotejat per un grup de defensors del règim. Aquest mateix grup va segrestar el seu cos moribund. De llavors ençà, apareix a la llista de desapareguts pel Terrorisme d'estat a l'Argentina, malgrat que estrictament no ho sigui.

## Biografia
Naix el 9 de gener de 1927 a Pueblo Nuevo de la Colonia de Choele-Choel, que des de 1942 rep el nom de Lamarque), a la província de Río Negro (Argentina).
L'any 1941 es traslladà a Buenos Aires per cursar els estudis secundaris, primer a una escola de monges a Capilla del Señor i, després, a l'Institut Fahy de Moreno, una escola a càrrec de capellans d'una congregació irlandesa, destinada a fills de famílies amb ascendència d'aquesta nacionalitat.
Les vivències en aquest darrer centre li serviria per ambientar tres contes que formaren el "Ciclo de los irlandeses: Irlandeses detrás de un gato, Los oficios terrestres i Un oscuro día de justicia. Els tres relats foren publicats en llibres en diverses ocasions.
Va cursar dos anys de la carrera de Lletres a la Universitat de La Plata, que abandonà per treballar en una tracalada d'oficis: oficinista, obrer, rentacopes, venedor d'antiguitats o rentador de finestres.
Amb 17 anys, va començar a treballar com a corrector a l'editorial Hachette. Poc després va iniciar-se en el periodisme, publicant articles i contes en diversos mitjans de Buenos Aires i La Plata.
Va casar-se amb Elina Tejernia amb qui va tenir dues filles: Victoria i Patricia. Ambdues implicades en política. De fet, Victoria va militar en la mateixa organització que el seu pare i va posar fi a la seva vida en mig d'un abordatge militar a casa seva.

### Activitat periodística
Des del 1951 fins al 1961 va treballar per les revistes Leoplán, Panorama i Vea y Lea, a més de continuar a l'editorial Hachette, ja com a traductor. En aquells anys va publicar les antologies Diez cuentos policiales argentinos (1953) i Antología del cuento extraño (1956).
L'any 1953 publicà el seu primer llibre, Variaciones en rojo, que conté tres novel·les curtes de gènere policíac, al qual era molt aficionat i amb el que va obtenir el Primer Premi Municipal de Literatura de Buenos Aires. Anys més tard va renegar d'aquest llibre. Està dedicat a Elina Tejerina, la seva primera dona.

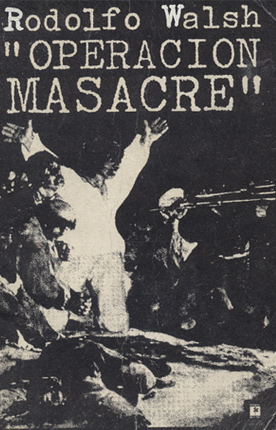
Portada del llibre Operación Masacre (1957) de Rodolfo Walsh, utilitzant com a imatge el quadre El 3 de mayo en Madrid, del pintor Francisco Goya.

L'any 1956, va presenciar un alçament militar contra el Gobierno de facto que havia enderrocat a Juan Domingo Perón i combatents de carrer a La Plata, on residia. Durant la matinada del 9 al 10 de juny, nou civils foren detinguts i afusellats en un femer. Va passar el mateix a la zona sud de Gran Buenos Aires. Mesos després, en un bar que freqüentava Walsh, va escoltar una primícia que canviaria la seva vida: "Hi ha un afusellat que és viu".

Va aconseguir identificar-lo com a Juan Carlos Livarga. Va entrevistar-lo i així descobrí que hi havia més supervivents. Durant els mesos següents no va aturar d'entrevistar a coneguts, veïnes i sobrevivents. Va llogar una casa al Delta del Tigre, sota el nom de Francisco Freire. Pocs mesos després va escriure el primer esborrany del que seria Operación Masacre. El pròleg de la primera edició evidencia les seves intencions i dona per acabada la investigació que publica:
Aquesta és la història que escric en calent i d'una tirada, perquè no em guanyin de mà, però que després se'm va arrugant dia a dia en una butxaca perquè la passejo per tot Buenos Aires i ningú me la vol publicar i gairebé ni assabentar-se.
A la fi, del 15 de gener al 30 de març de 1957 aconsegueix imprimir-ho en el petit diari nacionalista Revolución Nacional. Del 27 al 29 de juny, publicà nou articles més a la revista Mayoría. El desembre de 1957, apareix la primera edició del llibre, amb el subtítol "Un procés que no ha estat clausurat", d'Ediciones Sigla. En reedicions posteriors (1964, 1969, set edicions entre 1972 i 1974), Wlash anà rectificant dades, afegint i suprimint pròlegs i epílegs, comentant l'impacte del llibre amb el pas dels anys, demostrant al mateix temps l'evolució del seu pensament, que anà virant cada vegada cap a la militància política.
Operación Masacre és considerada la primera peça del Nou Periodisme, anticipen-se deu anys a A sang freda del nord-americà Truman Capote, fundadora del gènere en llegua anglesa.

### La política en els anys anteriors a la seva militància
Fins al 1957, la seva relació amb grups polítics va ser gairebé nul·la. Entre 1944 i 1945 va tenir acostaments a l'Alianza Libertadora Nacionalista, un grup que anys més tard fou considerat "la millor creació del nazisme a l'Argentina (...) antisemita, anticomunista en una ciutat on els jueus i l'esquerra tenia pes propi."

Es considerava antiperonista i donà suport al cop d'estat que va tombar a Perón al 1955, almanco fins a octubre del 1956, quan firmà a la revista Leoplán la nota "Aquí cerraron sus ojos" laudatòria dels aviadors navals caiguts mentre bombardejaven a resistents peronistes durant la Revolució Alliberadora. El setembre de 1958, va escriure a la revista Mayoría nº77:
No sóc peronista, no ho he estat ni tinc intenció de ser-ho... Puc, sense remordiment, repetir que he estat partidari de l'esclat de setembre de 1955. No sols per urgents motius d'afecte familiar ―que n'hi havia―, sinó que vaig tenir la certesa que acabava d'enderrocar-se un sistema que burlava les llibertats civils, que fomentava l'obsecuencia d'una banda i els desbordaments per l'altre. I no tinc curta memòria: el que llavors vaig pensar, equivocat o no, continuo pensant-ho… El que no comprenc bé és que es pretengui obligar-nos a optar entre la barbàrie peronista i la barbàrie revolucionària. Entre els assassins del Dr. Ingalinella i els assassins de Satanowsky.

### Activitat política a Cuba i Guatemala
L'any 1959, viatjà a Cuba, on junt amb els seus col·legues i compatriotes Jorge Masetti i Rogelio García Lupo (als que va conèixer durant el pas per l'Aliança Alliberadora Nacionalista) i Gabriel García Márquez fundà l'agència de Premsa Llatina. El 1960 interceptà per accident les comunicacions secretes entre la CIA i agents a Guatemala sobre els preparatius per la invasió de Playa Girón. Aconseguí desxifrar-ho amb un manual de criptografia i volia fer una gran nota sobre el tema, però el govern cubà va vetar la idea. Masetti també maquinà que Walsh partís a Guatemala disfressat de capellà i fes veure que venia bíblies porta a porta fins a aconseguir arribar als camps d'entrenament dels cubans desertors, a Retalhuleu. El govern revolucionari Cubà ja tenia altres plans. Masetti i García Márquez volaren en missió periodística al Perú i de tornada feren una inesperada escala a Guatemala. Masetti volia espiar els camps d'entrenament de Retalhuleu, però Márquez el va dissuadir.
El febrer de 1961, sense coneixement del govern cubà, Walsh va enviar un extens reportatge a la revista Che de Buenos Aires on revelava correspondència de l'ambaixador dels Estats Units a Guatemala i si bé no mencionava els camps d'entrenament, revelava com havia desxifrat les claus. Masetti havia renunciat al seu càrrec de l'agència dos dies abans de la publicació del text.

### De tornada a l'Argentina
D'ençà de la seva tornada de Cuba (1961) seguí vivint a Lorelei, la casa llogada al Delta del Tigre, on havia escrit la primera versió d'Operación Masacre.
En aquells anys, publicà les seves dues úniques obres de teatre (La granada i La batalla) i les seves col·leccions de contes més cèlebres (Los oficios terrestres (1965) i Un kilo de horo (1967).
El 1967, conegué a Lilia Ferreya, qui seria la seva companya fins a la seva desaparició.
A partir del 1968, segons va escriure el mateix Walsh, les seves idees sobre literatura i compromís polític es modifiquen de manera substancial, començant a privilegiar el segon sobre la primera.
Treballà a la revista Panorama i durant la dictadura d'Onganía, fundà el semanri de la CGT dels Argentins que va dirigir entre 1968 i 1970, i que després de la detenció de Raimundo Ongaro i el registre el 1969 a la CGTA es publicà de forma clandestina.
El 1969, publicà ¿Quién mató a Rosendo?, una investigació sobre l'assassinat del dirigent sindical Rosendo García. Walsh conclogué que el responsable era Augusto Timoteo Vandor, secretari general de la CGT, i partidari d'una política menys combativa i més concessiva amb el govern militar.

### Militància als Montoneros
A mitjans de 1970, havia començat a relacionar-se amb el Peronisme de Base, braç polític de les Forces Armades Peronistes (FAP). Després d'una escissió, produïda per diferències polítiques, un sector d'aquesta organització es fusionà amb els Montoneros. Allà, el seu nom de guerra fou "Esteban" i més tard "El Capitàn", "Profesor Neurus" o "Neurus".
Segons Horacio Verbistky, Wlash conegué als germans Villaflor, sobre els qui escrigué a ¿Quién mató a Rosendo?, a la CGTA, i al principi quan li plantejaren entrar a les Forces Armades Peronistes es va negar.
El 1972, va escriure durant un any en el Setmanaro Villero i a partir de 1973 en el diari Noticias al costat dels seus amics Verbitsky, Paco Urondo, Juan Gelman i Miguel Bonasso, entre d'altres. Aquest any va participar en l'adaptació al cinema d'Operación massacre, dirigida per Jorge Cedrón, amb la participació de Julio Troxler, un supervivent de l'episodi que es va interpretar a si mateix. La pel·lícula va ser filmada en la clandestinitat i estrenada un any més tard.
En 1973 va publicar la seva tercera i última recerca en llibre, el Caso Satanowsky, sobre l'assassinat d'un advocat per agents de la SIDE per un conflicte de propietat del diari La Razón. Encara que el cas i la seva recerca per part de Walsh van tenir lloc entre 1958 i 1959, Walsh no va publicar les notes en forma de llibre fins a aquest moment. Paral·lelament també va publicar el relat Un Oscuro día de justicia amb una entrevista feta per Ricardo Piglia a mode de pròleg, en la qual s'exposava el seu pensament i la idea que l'escriptura no pot deslligar-se de la militància política. Walsh no va tornar a publicar ficció i es va dedicar de ple a l'activitat periodística i a la militància a Montoneros, moviment al qual ingressà aquest any.
El 1974 començaren les diferències de Walsh amb la dirigencies del moviment, a partir del pas a la clandestinitat. A finals del 1975 alguns oficials, entre els quals es trobava Walsh, començaren a elaborar documents afirmant que Montoneros devia "tornar a integrar-se al poble, separar a l'organització en cèl·lules de combat estanques i independents, distribuir els doblers entre les mateixes i tractar d'organitzar una resistència massiva, basada més en la inserció popular que en operatius del tipus foquista".

### ANCLA
El 24 de març de 1976, les Forces Armades van enderrocar a Estela Martínez, i van donar principi al que van anomenar Procés de Reorganització Nacional. La Junta Militar de Govern va aplicar censures sobre els mitjans de comunicació, va intervenir els sindicats i va emprendre una política de Terrorisme d'Estat que va implicar el segrest, la tortura i la desaparició de milers de persones.

Davant la censura, Walsh va crear ANCLA (Agència de Notícies Clandestina), juntament dels militants i periodistes Carlos Aznárez, Lila Pastoriza i Lucila Pagliai. El projecte consistia en la posada en marxa d'una cadena informativa que va emetre més de 200 cables que circulaven de mà en mà.19 En aquestes octavetes es podia llegir:
Reprodueixi aquesta informació, faci-la circular pels mitjans al seu abast: a mà, a màquina, a mimeógraf, oralment. Enviï còpies als seus amics: nou de cada deu les estaran esperant. Milions volen ser informats. El terror es basa en la incomunicació. Trenqui l'aïllament. Torni a sentir la satisfacció moral d'un acte de llibertat. Derroti el terror. Faci circular aquesta informació. Rodolfo Walsh.
Després de l'assassinat de Walsh, l'exili d'Aznárez i Pagliai y el segrest de Pastoriza, la feina fou continuada per Verbitsky fins al seguent any.

### Mort de la seva filla Victoria i de Paco Urodo
L'any 2976 no sols va representar un canvi a la vida de Walsh pel seu pas a la clandestinitat, sinó també per dues pèrdues molt significat iques: la de la seva filla Victoria i del seu amic, el poeta i militant Urondo.

Urondo fou emboscat i assassinat a Mendoza el 17 de juny. En un text en el qual relatà els fets, Walsh criticava la decisió del moviment d'enviar-lo a una zona que se sabia perillosa:
El trasllat de Paco a Mendoza va ser un error. L'era del qual una sagnia permanent des de 1975, mai la hi va poder mantenir en peus. El Paco va durar poques setmanes... Va anar tement el que succeiria. Va haver-hi una trobada amb un vehicle enemic, una persecució, un tiroteig dels dos cotxes a l'una. Anaven Paco, Lucía amb la nena i una companya. Tenien una metra, però estava en el bagul. No es van poder enlairar. Finalment Paco va frenar, va buscar alguna cosa a la seva roba i va dir: «Escapin vostès». Després va agregar: «Em vaig prendre la pastilla i ja em sento malament». La companya recorda que Lucía li va dir: «Però, papà, per què vas fer això». La companya va escapar entre les bales, i dies després va arribar ferida a Buenos Aires... A Paco li van pegar dos tirs al cap, encara que probablement ja estava mort.
Al 2011, es va saber que Urondo va mentir quan li dir a la seva dona que havia ingerit la pastilla de cianur; ho digué per quedar-se en el cotxe com a blanc dels policies i incitar-la a escapar amb la seva filla de dos anys. Urondo morí per esclat de crani provocat per un culatada de fussell que li va propinar el policia Celustiano Lucero.

El 29 de setembre de 1976, la seva filla María Victoria, "Vicki" pels amics i familiars, oficial 2a de Montoneros, va posar fi a la seva vida, l'endemà de complir 26 anys, durant un assalt de l'exèrcit a la casa on estava vivint amb la seva filla. Quan van es van veure rodejats i sense possibilitats, ella i Alberto Molina sortiren al balcó mans a l'aire i després d'un breu discurs d'ella que acabà amb la frase "Ustedes no nos matan, nosotros elegimos morir", es van disparar al cap. Al desembre, Walsh publicà un missatge - en el qual relata els fets - que titulà Carta a mis amigos. Acabava així:
En el temps transcorregut he reflexionat sobre aquesta mort. M'he preguntat si la meva filla, si tots els que moren com ella, tenien un altre camí. La resposta brolla des del més profund del meu cor i vull que els meus amics la coneguin. Vicki va poder triar altres camins que eren diferents sense ser deshonrosos, però el que va triar era el més just, el més generós, el més raonat. La seva lúcida mort és una síntesi de la seva tala, bella vida. No va viure per a ella, va viure per a uns altres, i aquests altres són milions. La seva mort sí, la seva mort va ser gloriosament seva, i en aquest orgull m'afirmo i som qui reneix d'ella.
La seva altra filla, Patrícia, és una dirigent política argentina, arribà a ser diputada nacional per la coalició d'Esquerra Unida, en 1999 fou candidata a President de la Nació, i des de 2007, fou legisladora de la ciutat de Bons Aires.

### Els papers de Walsh i la seva carta oberta
Entre novembre de 1976 i gener de 1977 Rodolfo Walsh, que tenia el grau d'oficial primer sota els noms de guerra de "Esteban" o "Neurus", escriví cinc documents interns criticant punt per punt diversos documents autocrítics emesos per Conducción de Montoneros. Aquests documents, coneguts com Els Papers de Walsh, s'enquadren en la redacció simultània de la cèlebre "Carta abierta de un escritor a la Junta Militar", datada un dia abans de desaparèixer, el 25 de març de 1977.

## Proces judicial de la seva desaparició
El 26 d'octubre de 2005, foren detinguts per vinculació amb la mort de Walsh 12 militars, entre els quals hi havia l'exmarine Juan Carlos Rolón.
El 17 de desembre de 2007 el jutge federal Sergio Torres va elevar a judici oral, de la que quedà exclòs com acusat l'exprefecte Héctor Antonio Febrés que va morir hores abans d'ingestió de cianur en fets que requerien una investigació.
El 26 d'octubre de 2011, fou llegit el veredicte pel Tribunal compost pels jutges Ricardo Farías, Daniel Obligado i Germán Castelli, després de gairebé dos anys d'audiències on declararen 160 testimonis, 79 dels quals eren supervivents del centre clandestí.
El fallo va llegir-se davant una massiva concurrència de militants polítics i d'organitzacions de drets humans, també van ingressar al Tribunal Federal Oral 5 el secretari de Drets Humans de la Nació, Eduardo Luis Duhalde; el president del Consell de la Magistratura, Mario Fera; el secretari lletrat de la Cort Suprema, Alfredo Kraut, i la titular d'Àvies de Plaza de Maig, Estela de Carlotto.
A mesura que es comunicaven les sentències, el públic aplaudia i festejava. La situació més tensa va ocórrer quan es va llegir la condemna a reclusió perpètua per a Astiz. Van augmentar els crits en contra seva, la qual cosa va motivar un lleu somriure de l'exmilitar que, a més, es va tocar l'escarapel·la presa en el seu sac.
Foren també condemnats a cadena perpètua:
- Jorge «Tigre» Acosta
- Ricardo Cavallo
- Antonio «Rata» Pernías
- Adolfo Donda Tigel
- Oscar Antonio Montes
- Alberto Eduardo «Gato» González
- Jorge Carlos «Ruger» Radice
- Néstor Omar «Norberto» Savio
- Raúl Enrique «Mariano» Scheller
- Ernesto Frimón Weber

## Obra

### Investigació / No Ficció
- Operación Masacre (1957)
- ¿Quién mató a Rosendo? (1969)
- Caso Satanowsky (1973)
- Informe Kissinger (1974)

### Contes
- Variaciones en rojo (1953)
- Los oficios terrestres (1965)
- Un kilo de oro (1967)
- Un oscuro dia de justicia (1973)
- Esa mujer (1967)

### Teatre
- La granada (1965)
- La batalla (1965)

### Antologias
- Diez cuentos policiales argentinos (1953)
- Antologia del cuento extraño (1956)

### Postumes
- Cuentos para tahúres y otros relatos policiales (1987)
- Ese hombre y otros papeles personales (1995)
- El violento oficio de escribir (1996)
- Cuentos completos (2013)